# Live: Bursting Out
Live: Bursting Out is een live dubbelalbum van de Britse progressieve-rockband Jethro Tull, uitgebracht in 1978.

## Geschiedenis
Het is onbekend waar en wanneer dit album is opgenomen, maar sommigen vermoeden tijdens de concerten in Duitsland en Zwitserland in het voorjaar van 1978. Wellicht zijn sommige nummers een jaar eerder opgenomen. De cd opent in ieder geval met Claude Nobbs die Jethro Tull aankondigt, en dat was op 28 mei 1978 in Bern. Zeker is dat het album tijdens de tournee Heavy Horses is opgenomen.

## Nummers

### Cd 1
1. Introduction By Claude Nobbs
2. No Lullaby
3. Sweet Dream
4. Skating Away On The Thin Ice Of The New Day
5. Jack-In-The-Green
6. One Brown Mouse
7. A New Day Yesterday
8. Flute Solo Improvisation
9. Songs From The Wood
10. Thick As A Brick

### Cd 2
1. Introduction By Ian Anderson
2. Hunting Girl
3. Too Old To Rock 'n' Roll: Too Young To Die!
4. Conundrum
5. Minstrel In The Gallery
6. Cross-Eyed Mary
7. Quatrain
8. Aqualung
9. Locomotive Breath
10. The Dambusters March

## Bezetting
- Ian Anderson (zang, dwarsfluit, akoestische gitaar)
- Martin Barre (elektrische gitaar, mandoline, marimba)
- John Evan (piano, orgel, accordeon, synthesizer)
- Barriemore Barlow (drums, glockenspiel)
- David Palmer (portatief pijporgel, synthesizers)
- John Glascock (basgitaar, zang)